# کایوتی (اسطوره)

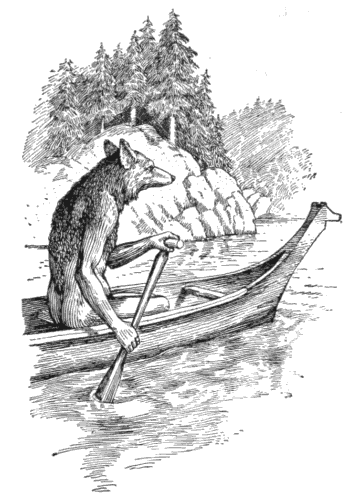
کایوتی در حال پارو زدن در یک داستان قدیمی.

کایوتی نیروی خداگونهٔ حیله‌ورز (Trickster) در اسطوره‌های سرخ‌پوستان آمریکایی است. کایوتی در این داستان‌ها در نقش‌های مختلف ظاهر می‌شود.
این ایزد که بین چندین قبیلهٔ سرخ‌پوستان مشترک بود معمولاً شکلی انسانی با اعضای کایوتی داشت. در برخی داستان‌ها هم به صورت حیوانی ظاهر می‌شود.

## داستانی از قومناواهو
«وقتی جهان آفریده می‌شد، قوم مقدس گرد ایزد ظلمت جمع شده بودند تا ستاره‌ها را در آسمان بکارند. کایوتی از کندی کار در خشم شد. تصمیم گرفت ستارهٔ خود را (که ستارهٔ سرخی است و ناواخویان آن را ماٰییو می‌نامند و آن را مظهر دردسر می‌دانند) کار بگذارد. اما باز از کندی کار قوم مقدس چنان در عذاب شد که کیسهٔ ستارگان را برداشت و به پشت سرش پرتاب کرد و به این صورت راه شیری ساخته شد.»